# Ožegovice
Ožegovice (cyr. Ожеговице) – wieś w Czarnogórze, w gminie Cetynia. W 2011 roku liczyła 10 mieszkańców.